# Inaraján
Inalåhan (anteriormente, Inaraján) es un pueblo ubicado en la costa sureste del territorio estadounidense de Guam. El 9 de abril de 2021, el gobernador Lou Leon Guerrero promulgó el proyecto de ley 60, que cambió el nombre oficial de la aldea de Inarajan a Inalåhan.

## Historia
La historia del pueblo es anterior al descubrimiento de Guam por los españoles en 1521. Allí vivió el legendario Jefe Gadao y era uno de los pocos pueblos con una población considerable al final del dominio español, en 1898. En 1950 tenía una población de 1494 habitantes, de los cuales 814 vivían en el propio pueblo. Hoy en día, es el mejor conservado de los pueblos de la era española y es conocido por su rica historia y cultura, por lo que ha sido inscrito en el Registro Nacional de Lugares Históricos. La población del pueblo ha aumentado ligeramente desde el censo de 2010 de la isla: si en ese año contaba con 2273 residentes, en 2020 había ya 2317 habitantes. 
Entre los lugares de interés destacan la iglesia del pueblo anterior a la Segunda Guerra Mundial, la estatua del Jefe Gadao, el pueblo chamorro de Gef Pa'go, las pinturas antiguas de la cdel Jefe Gadao y la arquitectura histórica del pueblo. El municipio de Inarajan incluye la comunidad de Malojloj, en las colinas al norte del pueblo central. Malojloj e Inarajan celebran cada uno fiestas de aldea separadas. Muchos residentes de la sección de Malojloj de Inarajan afirman ser un pueblo separado, ya que celebran diferentes fiestas y tienen sus propios límites territoriales. En el sur de Guam, es fácilmente reconocible qué parte es propia de Inarajan y cuál es propia de Malojloj.
En la región de Dandan de Malojloj hubo una estación de rastreo Apolo de la NASA y alberga en la actualidad el Vertedero Sanitario Municipal de Layon para Guam, que reemplaza al Vertedero de Ordot. Los residentes del pueblo y muchos ecologistas se opusieron intensamente al vertedero, pero el gobierno de Guam desestimó sus protestas.
El 9 de abril de 2021, el gobernador Lou Leon Guerrero promulgó el proyecto de ley 60, que cambió el nombre oficial de la aldea de Inarajan a Inalåhan.

## Demografía
La Oficina del Censo de EE. UU. cuenta los siguientes lugares designados por el censo en Inalåhan: Inarajan, y Malojloj.

## Educación
El Sistema de Escuelas Públicas de Guam es la que administra la educación estatal de Guam.
Inaraján cuenta con una escuela primaria y una secundaria. La Southern High School, en Santa Rita, sirve además a la localidad.
La escuela secundaria de Inaraján, anteriormente ubicada en Inaraján, cerró en 1997.

## Lugares poblados
- Asagás
- Malojloj

## Gobierno
| Nombre                     | Partido     | Comienzo del mandato | Fin del mandato    | notas |
| -------------------------- | ----------- | -------------------- | ------------------ | --- |
| Alcaldes de Inaraján       |             |                      |                    | |
| Jaime D.S. Paulino         | Demócrata   | 5 de enero de 1981   | 1988               | El difunto Jaime D.S. Paulino se desempeñó como presidente del Consejo de Alcaldes de Guam. También fue un sobreviviente de la ocupación japonesa de Guam y una vez presidente del Partido Demócrata de Guam. |
| Edward C. Crisóstomo       | N / A       | 1988                 | 1988               | Fue designado por el Gobernador de Guam. |
| Eddie C. Paulino           | N / A       | 1988                 | 2 de enero de 1989 | |
| Juan C. Cruz               | Republicano | 2 de enero de 1989   | 4 de enero de 1993 | |
| Jesse L.G. Pérez           | Demócrata   | 4 de enero de 1993   | 1 de enero de 2001 | |
| Franklin M. Taitague       | Republicano | 1 de enero de 2001   | 7 de enero de 2013 | |
| Doris F. Luján             | Demócrata   | 7 de enero de 2013   | 4 de enero de 2021 | Elección en el cargo. |
| Anthony P. Chargualaf (h.) | Demócrata   | 4 de enero de 2021   | presente           | |